# 7 Wonders
7 Wonders é um jogo de tabuleiro criado por Antoine Bauza e ilustrado por Miguel Coimbra em 2010, publicado originalmente pela Repos Production, na Bélgica. 7 Wonders é um jogo de seleção de cartas que tem como tema civilizações antigas. O jogo é altamente conceituado, sendo um dos jogos com maior classificação no site de discussão de jogos de tabuleiro BoardGameGeek. 7 Wonders ganhou diversos prêmios, incluindo o prêmio Kennerspiel des Jahres, em 2011. 7 Wonders foi citado pelos principais designers como um dos jogos de tabuleiro mais influentes da última década. No Brasil, o jogo foi publicado pela Galápagos Jogos.

## Descrição
Em 7 Wonders, você é o líder de uma das sete grandes cidades do mundo antigo (ligadas às sete maravilhas listadas pelo poeta grego Antípatro de Sidon) e seu objetivo é construir e desenvolver sua cidade, ao longo de três eras. No início da partida, cada jogador recebe aleatoriamente um tabuleiro denominado "Tabuleiro de Maravilha", que representa uma cidade antiga e sua respectiva maravilha. Em cada era, os jogadores recebem sete cartas de um determinado baralho, escolhem uma delas e passam o restante para o jogador adjacente. Os jogadores revelam suas cartas simultaneamente e realizam as ações necessárias ou resultantes da compra das cartas, interagindo com outros jogadores de várias maneiras. Depois, estas cartas são colocadas ao redor de seus tabuleiros. Cada jogador, então, escolhe outra carta do baralho que recebeu e o processo se repete até que o baralho termine e se inicie uma nova era. As cartas são divididas por cores e representam matérias-primas, produtos manufaturados, estruturas civis, estruturas científicas, estruturas comerciais, estruturas militares e guildas. Os jogadores usam os recursos de suas cidades, realizam transações comerciais com as cidades vizinhas, resolvem conflitos militares e impulsionam o progresso científico. Embora cada jogador seja o único responsável por expandir sua própria cidade, a cooperação entre vizinhos pode ser necessária para construir uma maravilha. O objetivo do jogo é ser a cidade mais gloriosa ao fim das eras, ou seja, vence aquele que tiver mais pontos de vitória.

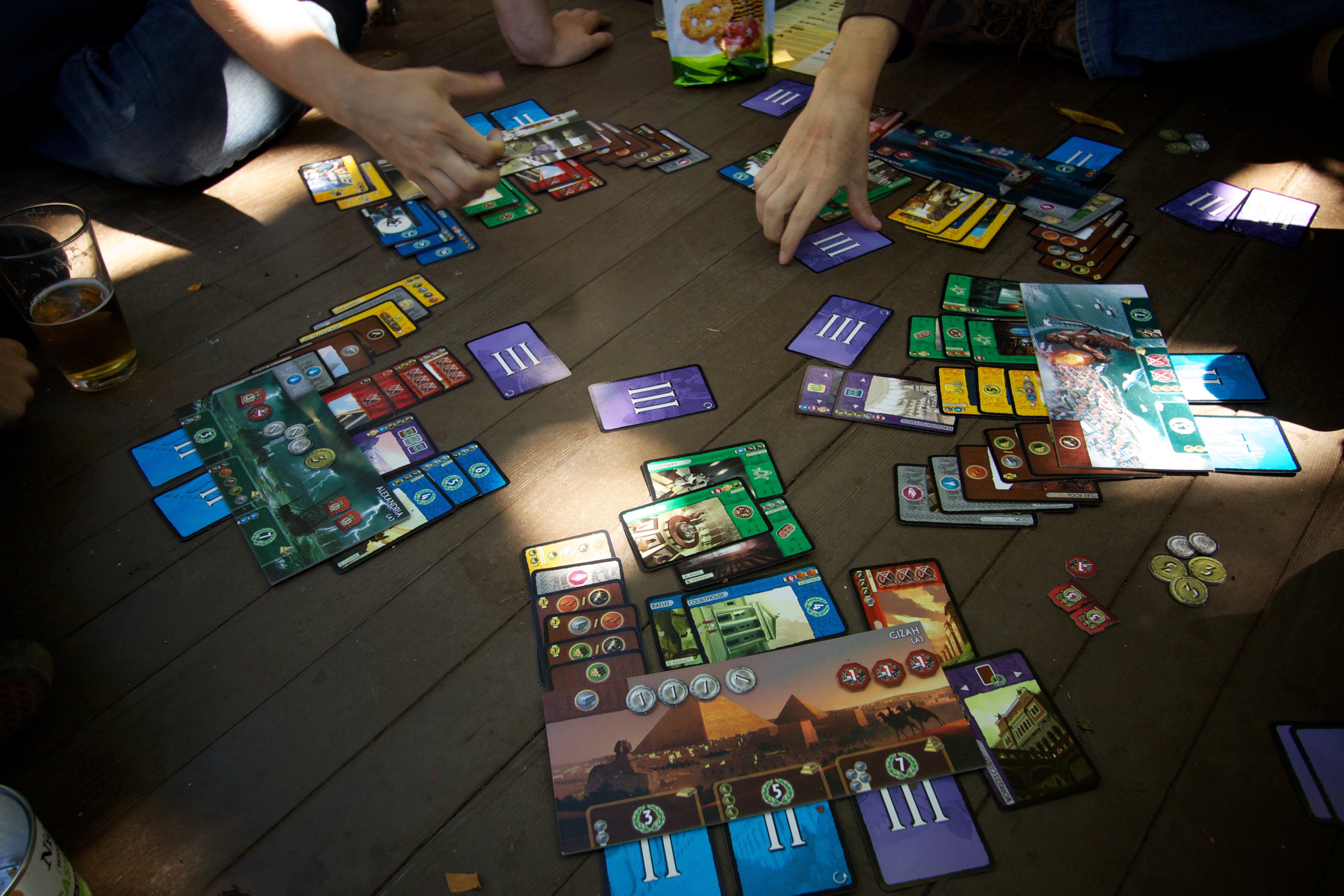
Uma partida de 7 Wonders, com 5 jogadores

Algumas cartas têm efeitos imediatos, enquanto outras fornecem bônus posteriormente no jogo. Algumas cartas oferecem descontos em compras futuras. Algumas fornecem estrutura militar para dominar seus vizinhos e outras fornecem apenas pontos de vitória. Cada carta é jogada imediatamente após ser escolhida, então cada jogador saberá quais cartas seu vizinho está recebendo e como as escolhas de cada um podem afetar o que já foi construído.
As regras do jogo foram feitas para 3 a 7 jogadores, mas há uma variante avançada para 2 jogadores incluída nas instruções.

### Preparação do jogo
Para realizar a preparação do jogo, é preciso observar o número de jogadores da partida e separar os baralhos por eras. Após a organização das cartas, cada jogador recebe uma carta de maravilha, indicando qual será o seu tabuleiro de maravilha e três moedas.

### Turnos
No início de cada era, cada jogador recebe 7 certas do baralho correspondente, distribuídas aleatoriamente. Cada uma das eras é dividida em 6 turnos, e em cada turno cada um dos jogadores deve escolher uma carta e colocá-la em jogo, simultaneamente.
O turno é dividido em três etapas:
- Escolher uma carta
- Realizar uma ação
- Passar as cartas para o jogador do lado

#### Escolher uma carta
Cada jogador olha as cartas que estão na sua mão, sem mostrar para os demais jogadores. Escolhe uma carta e a coloca à sua frente, virada para baixo. As cartas restantes são colocadas também viradas para baixo entre o jogador e o seu vizinho, sendo que a direção em que as cartas giram durante o turno irá depender de cada uma das eras do jogo.

#### Realizar uma ação
Após todos os jogadores terem escolhido suas cartas, estas são reveladas e as ações são realizadas simultaneamente. Para jogadores iniciantes, o manual de regras recomenda que cada jogador realize a sua ação por vez, para auxiliar na familiarização das regras e do jogo. As ações podem ser as seguintes:
- Construir uma estrutura:
- Construir um nível de sua maravilha
- Descartar uma carta para receber 3 moedas

#### Passar as cartas para o jogador do lado
Após as ações terem sido executadas, cada jogador passa sua mão de cartas para o jogador vizinho. A direção em que as cartas se movem muda a cada era:
- Era I: as cartas são passadas para o jogador à esquerda (sentido horário)
- Era II: as cartas são passadas para o jogador à direita (sentido anti-horário)
- Era III: as cartas são passadas para o jogador à esquerda (sentido horário)

### Fim da partida
O jogo termina ao final da Era III, e cada jogador soma seus pontos de vitória. O jogador que obter a maior pontuação vence o jogo.

## Expansões

### 7 Wonders: Manneken Pis
7 Wonders: Manneken Pis foi lançada como um item promocional no Spiel 2010, e depois foi comercializado pela BGG Store e Spielbox. Esta expansão é composta por uma nova maravilha, o Manneken Pis de Bruxelas, de modo a aumentar as opções de maravilhas disponíveis no jogo base. Ao contrário das maravilhas iniciais, Manneken Pis não produz nenhum recurso próprio, mas fornece mais moedas iniciais ao jogador que estiver jogando com ela. O lado A desta maravilha permite que seu possuidor possa copiar os bônus de níveis específicos encontrados nos tabuleiros de maravilha das cidades adjacentes, enquanto o lado B consiste em um único nível de construção que requer um de cada tipo de recurso para receber uma única recompensa em poder militar, pontos de vitória e moedas. Posteriormente, essa expansão foi relançada em conjunto com outras maravilhas, em 7 Wonders: Wonder Pack.

### 7 Wonders: Catan
7 Wonders: Catan é uma expansão que homenageia o jogo de tabuleiro Colonizadores de Catan. A expansão estreou na Spiel 2011, e os fundos arrecadados com a venda foram doados para a instituição alemã Aktion Deutschland Hilft. O tabuleiro de maravilha Catan é a única maravilha do jogo que não se baseia em um monumento real, e tem como benefício inicial a possibilidade de trocar dois recursos iguais, marrons ou cinzas, por um outro diferente. Essa troca de recursos é uma referência a uma regra do jogo Colonizadores de Catan.

### 7 Wonders: Leaders
7 Wonders: Leaders foi lançada em 2011. A expansão traz o Coliseu de Roma como um novo tabuleiro de maravilha, novas cartas de guildas e oferece a oportunidade de colocar líderes no comando da civilização, sendo representados por 36 cartas. Cada líder oferece diferentes benefícios, aumentando a complexidade na estratégia de cada jogador. Embora algumas regras tenham se modificado, a condição de vitória permanece a mesma do jogo base.

#### 7 Wonders: Leaders – Stevie
7 Wonders: Leaders – Stevie é uma carta promocional da expansão 7 Wonders: Leaders, e homenageia o cantor Stevie Wonder. Esta expansão foi lançada na campanha de financiamento Game Boy Geek 2017, no Kickstarter.

#### 7 Wonders: Leaders – Louis
7 Wonders: Leaders – Louis é uma carta promocional da expansão 7 Wonders: Leaders, e homenageia o cantor e instrumentista Louis Armstrong.

#### 7 Wonders: Leaders – Esteban
7 Wonders: Leaders – Esteban é uma carta promocional que foi distribuída na Gateway 2012 (Strategicon Conventions) por Antoine Bauza. A carta representa Esteban, filho de Antoine. A carta também esteve disponível na Essen 2012.

#### 7 Wonders: Leaders – Wil
7 Wonders: Leaders – Wil é uma carta promocional do International TableTop Day que ocorreu no dia 5 de abril de 2014, representando Wil Wheaton.

#### 7 Wonders: Leaders – Nimrod
7 Wonders: Leaders – Nimrod é uma carta promocional que deve ser jogada junto com as expansões 7 Wonders: Leaders e 7 Wonders: Babel. Nimrod permite que um jogador ganhe dinheiro e pontos de vitória de bônus ao adicionar seções à maravilha de Babel.

#### 7 Wonders: Leaders Anniversary Pack
7 Wonders: Leaders Anniversary Pack é uma mini-expansão que contém quinze novos líderes, incluindo Gorgo, Cornelia, Enheduanna e Roxana.

### 7 Wonders: Cities
7 Wonders: Cities foi lançada em 2012. A expansão traz dois novos tabuleiros de maravilhas (o Al-Khazneh de Petra e a Catedral de Bizâncio), novas construções, novas cartas de guildas, novos líderes e duas novas ações (dívidas e diplomacia). Além disso, em partidas com 4, 6 ou 8 jogadores, é introduzida uma variante para ser jogada em equipes. É possível adaptar as regras do jogo base para adicionar o oitavo jogador, mas a partida de 8 jogadores é designada principalmente para a variante com equipes. É considerada uma expansão mais agressiva, com bastante interação entre os jogadores.

#### 7 Wonders: Cities Anniversary Pack
7 Wonders: Cities Anniversary Pack é uma mini-expansão que contém quinze cartas de novos edifícios, incluindo um memorial, uma alfândega, um escritório de falsificadores e um esconderijo de contrabandistas.

### 7 Wonders: Wonder Pack
7 Wonders: Wonder Pack foi lançada em 2013, e inclui quatro novas maravilhas: Muralha da China, Stonehenge, Abu Simbel e Manneken Pis, que é uma versão revisada da mini-expansão 7 Wonders: Manneken Pis, lançada pela primeira vez como um item promocional na Spiel 2010.

### 7 Wonders: Babel
7 Wonders: Babel foi lançada em 2014 e inclui dois módulos para uso no jogo base, podendo ser usado individualmente ou em conjunto com outras expansões. As novas regras acrescentam de um a dois níveis de complexidade estratégica nas partidas.

### 7 Wonders: Armada
7 Wonders: Armada foi lançada em 2018. Nesta expansão, cada jogador recebe um tabuleiro "naval" separado no início do jogo, além de seu tabuleiro de Maravilha. A expansão inclui cartas vermelhas, verdes, amarelas e azuis adicionais para embaralhar no baralho, e cada vez que você paga pelo custo de qualquer carta vermelha, verde, amarela e azul você pode pagar um custo adicional mostrado em seu tabuleiro naval para avançar o navio da cor correspondente, de modo a obter diferentes benefícios.

#### 7 Wonders: Armada – Siracusa
7 Wonders: Armada – Siracusa foi lançada em 2018, e esteve disponível pela primeira vez na SPIEL Essen 2018, no estande da Repos Production. Esta expansão traz o novo tabuleiro de Maravilha de Siracusa. Foi o primeiro tabuleiro de Maravilha que veio sem a sua respectiva carta de Maravilha para facilitar a seleção aleatória, conforme recomendado nas regras básicas do jogo. Uma de suas características é a regra especial de poder construir os níveis de sua maravilha em qualquer ordem, à escolha do jogador.

## Prêmios e indicações
| Ano       | Prêmio                      | Categoria                                         | Resultado | Referência           |
| --------- | --------------------------- | ------------------------------------------------- | --------- | -------------------- |
| 2010      | Meeples' Choice Award       |                                                   | Venceu    | [ 38 ] [ 39 ]        |
| 2010      | Swiss Gamers Award          |                                                   | Venceu    | [ 40 ] [ 41 ]        |
| 2010      | Tric Trac d'Or              |                                                   | Venceu    | [ 42 ] [ 43 ]        |
| 2011      | Vuoden Peli                 | Jogo de Estratégia do Ano / Jogo Adulto           | Venceu    | [ 44 ] [ 45 ]        |
| 2011      | Spiel des Jahres            | Kennerspiel des Jahres                            | Venceu    | [ 46 ] [ 47 ] [ 48 ] |
| 2011      | Nederlandse Spellenprijs    |                                                   | Indicado  | [ 49 ] [ 50 ]        |
| 2011      | Les Trois Lys               | Lys Passioné                                      | Venceu    | [ 51 ] [ 52 ]        |
| 2011      | Lucca Games Best in Show    | Melhor Jogo de Cartas                             | Venceu    | [ 53 ]               |
| 2011      | Japan Boardgame Prize       | Voter's Selection                                 | Venceu    | [ 54 ] [ 55 ]        |
| 2011      | International Gamers Awards | Estratégia Geral: Multijogador                    | Venceu    | [ 56 ] [ 57 ]        |
| 2011      | Hra roku                    |                                                   | Venceu    | [ 58 ] [ 59 ]        |
| 2011      | Guldbrikken                 | Melhor Jogo Adulto                                | Venceu    | [ 60 ] [ 61 ]        |
| 2011      | Gra Roku                    | Jogo do Ano                                       | Indicado  | [ 62 ]               |
| 2011      | Gouden Ludo                 |                                                   | Venceu    | [ 63 ] [ 64 ]        |
| 2011      | Golden Geek Awards          | Jogo de Tabuleiro Mais Inovador                   | Indicado  | [ 65 ]               |
| 2011      | Golden Geek Awards          | Melhor Jogo Party Game                            | Indicado  | [ 66 ]               |
| 2011      | Golden Geek Awards          | Melhor Jogo de Tabuleiro de Estratégia            | Indicado  | [ 67 ]               |
| 2011      | Golden Geek Awards          | Melhor Jogo de Tabuleiro de Família               | Venceu    | [ 68 ] [ 69 ]        |
| 2011      | Golden Geek Awards          | Melhor Jogo de Cartas                             | Venceu    | [ 68 ] [ 70 ]        |
| 2011      | Golden Geek Awards          | Melhor Arte / Apresentação de Jogo de Tabuleiro   | Indicado  | [ 71 ]               |
| 2011      | À la carte (FairPlay)       |                                                   | Venceu    | [ 72 ] [ 73 ]        |
| 2011      | Deutscher Spiele Preis      | Melhor Jogo de Tabuleiro de Família / Jogo Adulto | Venceu    | [ 74 ] [ 75 ]        |
| 2011      | As d'Or                     | Jogo do Ano                                       | Indicado  | [ 76 ]               |
| 2011      | As d'Or                     | Prêmio do Júri de Jogo do Ano                     | Venceu    | [ 77 ] [ 78 ]        |
| 2011/2012 | Boardgames Australia Awards | Melhor Jogo Internacional                         | Indicado  | [ 79 ] [ 80 ]        |
| 2014      | Prêmio Ludopedia            | Jogo do Ano                                       | Venceu    | [ 81 ] [ 82 ]        |
| 2014      | Prêmio Ludopedia            | Jogo do Ano Escolha do Público                    | Venceu    | [ 82 ] [ 83 ]        |